# Friedl Lazarus
Friedl Lazarus (eigentlich Friedrich Lazarus; * 15. April 1947 Stögersdorf, heute Teil von Mooskirchen, † 3. März 2025) war ein österreichischer Musiker der Volksmusik und Klarinettist, der als Mitglied der Volksmusikgruppe Die Mooskirchner bekannt wurde und für diese Gruppe als Komponist und Liedtexter aktiv war.

## Leben

### Musikalische Karriere
Mit 19 Jahren war Lazarus Mitglied im MGV Mooskirchen. Danach spielte er bei dem im Kainachtal beheimateten „Södinger Quintett“. Beim Södinger Quintett spielte er mit seinem Bruder Hubert sowie mit den Brüdern Josef und Johann Angerer. Lazarus gründete 1973 mit einigen anderen die Musikgruppe Die Mooskirchner, wobei Lazarus Klarinette spielte. Zu seinen Freunden aus der Musikbranche gehörten Hias, Ewald Münzer, Ligister Luis und Helmut Färber. Danach spielte er bei den Musikgruppen „Mooskirchner Quintett“ und „Mooskirchner Aussteigern“; bei den Mooskirchner Aussteigern musizierte er mit Hans Konrad, Heinz Tappler und Andreas Schützenhöfer.
Eine Neubesetzung von „Die Mooskirchner“ startete 1989 unter dem Namen „Mooskirchner Quintett“ mit Friedl Lazarus, Helmut Freydl, Helmut Färber, Sandi Skoflek, Wolfgang Matzhold und Sepp Mattlschweiger. Lazarus trat mit den Mooskirchnern im Musikantenstadl auf, bei diesem Auftritt trat Lazarus – üblicherweise der Klarinettist – als Sänger und Gitarrist auf. Die Gruppe trat auch in der Volkstümlichen Hitparade bei Carolin Reiber auf.

### Privates
Friedrich Lazarus war der  älteste Sohn von Hubert und Angela Lazarus und hatte neun Geschwister, von denen Anton als erster verstorben war. Am 28. Dezember 1966 heiratete er seine Frau Johanna, mit der er bis zu seinem Tod 2025 verheiratet war (die Hochzeit war eine Doppelhochzeit, bei der Johannas Schwester Rosa Dirnbäck und Harald Obermann heirateten). Friedrich und Johanna zogen nach Edenberg, wo sie mit Karl (1966) und Hannelore (1969) zwei Kinder bekamen.
Lazarus war am Um- und Ausbauen des „Landhofs Lazarus“ vom einfachen Wirtshaus zum Restaurant und Beherbergungsbetrieb beteiligt dessen Erfolg wird mit ihm und seiner Musik in Verbindung gebracht, unter anderem da Mooskirchen durch Lazarus international im Zusammenhang mit Musik genannt wird.

### Tod
Friedl Lazarus verstarb am 3. März 2025 im Alter von 77 Jahren und 322 Tagen. Lazarus hinterließ seine Frau „Hannerl“ (Johanna) und seine Kinder „Lore“ (Hannelore) und Karl. Am 10. März 2025 fand in der Pfarrkirche Mooskirchen die Bestattung statt. Das Requiem zelebrierte Wolfgang Pristavec. Der Männergesangverein unter Chorleiter Gottfried Gschier sang das Lob Gottes, danach wurde das Hirtenlied mit dem Solisten Franz Wurzer gespielt. Eine Oberkrainer-Melodie spielten die Mooskirchner Aussteiger, denen Lazarus angehört hatte. Den Nachruf hielt der Bürgermeister a. D. Engelbert Huber.

## Werke

### Werke als Komponist und Liedtexter
- Was tät i ohne Musi. Originalverlag: Knöbl Records GmbH.[5] Veröffentlicht wurde das Lied am Album Freunde, da sind wir wieder, das im Musiklabel Knöbl Records (Katalognummer: 154.198) auf Kompaktkassette erschien.[6]

### Werke als Liedtexter
- Ein Strauß Vergissmeinnicht. Musik von Helmut Freydl, Text von Friedl Lazarus. Originalverlag: VM Records Vertriebs-GesmbH & CO KG. Sub-Verleger: Schedler VM Germany Edition.[7] Veröffentlicht wurde das Lied am Album Musikantenfest, das im Musiklabel VM Records (Katalognummer: LP 14011) auf Schallplatte erschien.[8]
- Frohe Stunden. Musik von Helmut Freydl, Text von Friedl Lazarus. Veröffentlicht wurde das Lied am Album Sieben rote Rosen (Lieder der Liebe), das im Musiklabel VM Records (Katalognummer: LP 13077) auf Schallplatte erschien.[9]
- Herbstwald. Musik von Helmut Freydl, Text von Friedl Lazarus. Originalverlag: Josef Weinberger Ltd.[10] Veröffentlicht wurde das Lied am Album Moch Plotz für die Musi, das im Musiklabel Knöbl Records auf Schallplatte (Katalognummer: 835 410-1)[11] und Kompaktkassette (Katalognummer: 835 410-4)[12] erschien.
- Mein Heimatland. Musik von Helmut Freydl, Text von Friedl Lazarus. Veröffentlicht wurde das Lied am Album Sieben rote Rosen (Lieder der Liebe), das im Musiklabel VM Records (Katalognummer: LP 13077) auf Schallplatte erschien.[9]
- Wir bleiben Freunde. Musik von Helmut Freydl, Text von Friedl Lazarus. Originalverlag: Josef Weinberger Ltd.[13] Veröffentlicht wurde das Lied am Album Moch Plotz für die Musi, das im Musiklabel Knöbl Records (Katalognummer: 835 410-1) auf Schallplatte[11] und Kompaktkassette (Katalognummer: 835 410-4)[12] erschien.